# Stretchia prima
Stretchia prima là một loài bướm đêm trong họ Noctuidae.